# Дос Сантос, Алисон
Алисон дос Сантос (порт.-браз. Alison dos Santos; род. 3 июня 2000, Сан-Жоакин-да-Барра, Сан-Паулу) — бразильский легкоатлет, бронзовый призёр летних Олимпийских игр 2020 в Токио в беге на 400 метров с барьерами. Чемпион мира 2022 года.

## Биография

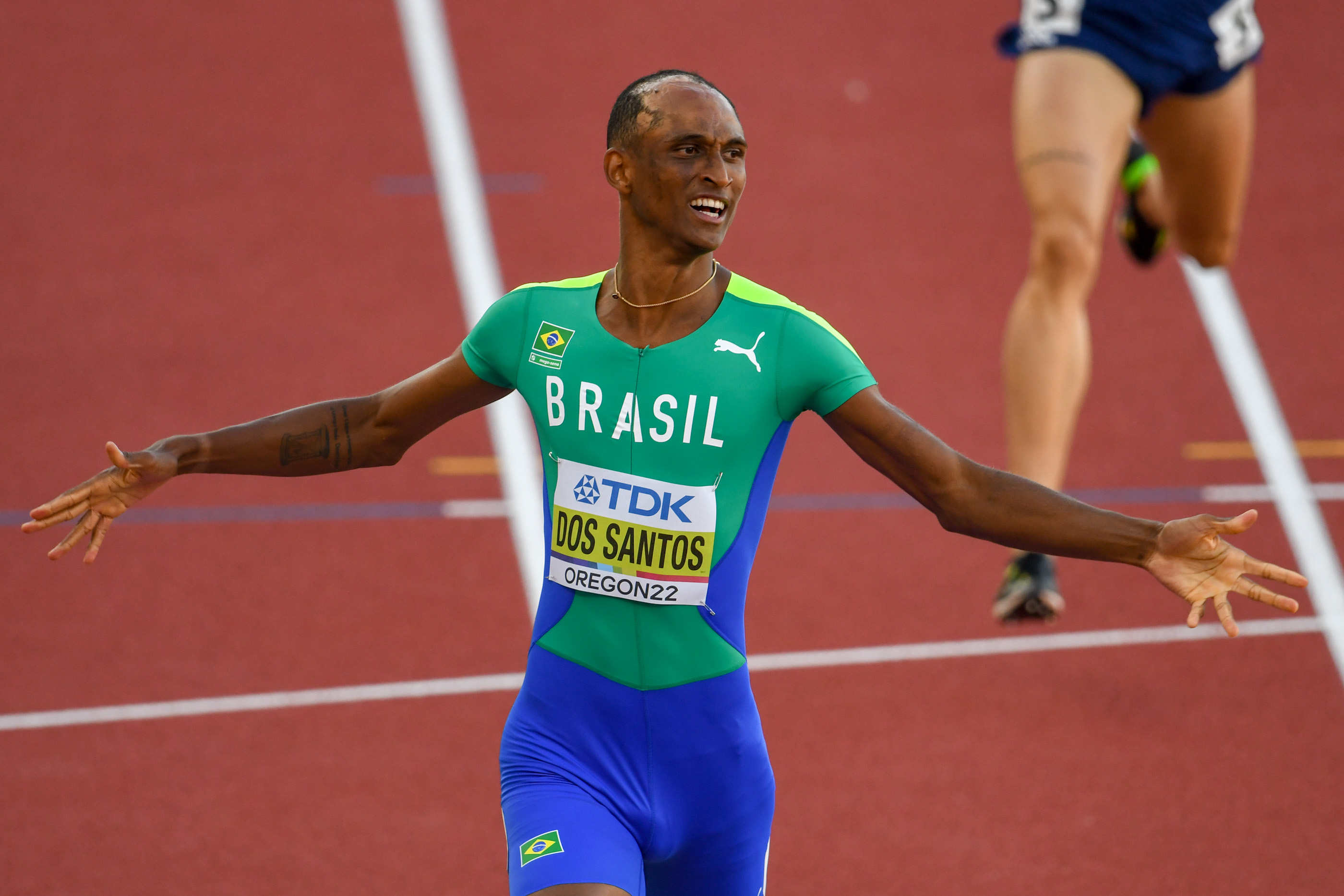
Дос Сантос на чемпионате мира 2022 года

В 10-месячном возрасте в результате несчастного случая получил масляные ожоги третьей степени на голове и характерные шрамы.
Он стал бронзовым призёром чемпионата мира среди юниоров до 20 лет.
В 19 лет он участвовал в Панамериканских играх 2019 года, проходивших в Лиме, Перу, где он выиграл бег на 400 метров с барьерами, побив свой личный рекорд, и рекорд Южной Америки среди юношей до 20 лет со временем 48,45. На данный момент это было 4-е лучшее время в мире, и с этим он квалифицировался на Олимпийские игры в Токио 2020 года. За несколько недель до этого он уже выиграл золото на том же мероприятии в Летнем университете 2019 года.
В сентябре 2019 года он отправился на чемпионат мира по легкой атлетике 2019 года в Дохе, Катар, где выиграл полуфинал в беге на 400 метров с барьерами за 48,35, снова побив свой личный рекорд и выйдя в финал со вторым лучшим общим временем. В последний раз бразилец выходил в финал этого соревнования на чемпионате мира с Эронильдой Араужу в 1999 году. В финале он снова побил свой личный рекорд, заняв 7-е место со временем 48,28. Он был всего в 0,25 секунды от бронзового призёра.
В апреле 2021 года он побил свой бразильский рекорд, показав время 48,15, в Де-Мойне, США. 9 мая 2021 года он побил рекорд Южной Америки, который с 2005 года принадлежал панамскому спортсмену Баяно Аль Камани (47,84). Алисон дос Сантос пробежал за 47,68 секунды на этапе «Сак» континентального легкоатлетического тура в Калифорнии (США). 28 мая 2021 года он снова побил рекорд Южной Америки со временем 47,57 в Дохе, Катар, участвуя в Бриллиантовой лиге. На этот раз Элисон занял 3-е место в мировом рейтинге. Он даже возглавил список в апреле. Время 47,57 уже сделало его 22-м лучшим бегуном всех времен на дистанции 400 м с/б.
1 июля 2021 года на этапе Бриллиантовой лиги в Осло он снова улучшил свой южноамериканский рекорд со временем 47,38. На этот раз он стал 15-м лучшим бегуном в истории вида. [9] Он улучшил этот рекорд с 47,34, три дня спустя, выиграв этап Бриллиантовой лиги в Стокгольме.

## Олимпиада 2020 в Токио
На летних Олимпийских играх 2020 года в Токио Алисон вышел в финал бега на 400 метров с барьерами, побив рекорд Южной Америки со временем 47,31. В финале он получил бронзовую медаль, побив рекорд Южной Америки с большим отрывом со временем 46,72 (он сократил свое время на 0,6 секунды). И он, и Вархольм, и Бенджамин значительно улучшили свое время: Вархольм снизил мировой рекорд почти на 0,8 секунды (45,94), а Бенджамин побил рекорд Америки также на 0,8 секунды (46,17). Соревнование было сильнейшим в истории соревнований по бегу на 400 метров с барьерами: три олимпийских медалиста показали три лучших результата в истории соревнований, побив старый мировой рекорд Кевина Янга (который держался почти 30 лет и был побит всего за месяц до Олимпиады). Алисон показал третий результат в истории вида, когда ему был всего 21 год.

## Личные рекорды
- Бег на 400 м с барьерами: 46,72 — Токио , 3 августа 2021 г. Япония
- 400 м: 45.78 — Кали , 15 июн 2019 г. Колумбия
- Эстафета 4х400 м: 3: 04.13 — Лима , 26 мая 2019 г. Перу